# Pyriméthanil
Le pyriméthanil est un composé chimique du groupe des anilinopyrimidines, de formule brute C12H13N3, qui est utilisé comme substance active dans des préparations phytosanitaires.
C'est un fongicide à large spectre, souvent utilisé pour traiter les semences.
Cette substance inhibe la biosynthèse de la méthionine, affectant ainsi la formation des protéines et la division cellulaire ultérieure.
Le pyriméthanil agit mieux sur les infestations fongiques récentes.

## Synthèse
Le pyriméthanil est obtenu par réaction de la 4,6-diméthyl-2-méthyl-sulfonylpyrimidine avec la formanilide et  l'acide chlorhydrique.